# Коронавірусна хвороба 2019 на Ніуе
Епідемія коронавірусної хвороби 2019 на Ніуе — це поширення пандемії коронавірусної хвороби 2019 на територію Ніуе. Перший випадок хвороби на острові, який перебуває у вільній асоціації з Новою Зеландією, офіційно зареєстровано 9 березня 2022 року.

## Передумови
Ніуе разом з Островами Кука були офіційно приєднані до Нової Зеландії 11 червня 1901 року. Ніуе стала самоврядною територією у вільній асоціації з Новою Зеландією 9 жовтня 1974 року. Як асоційована держава, Ніуе залишається конституційно частиною Королівства Нової Зеландії. Жителі Ніуе також зберігають новозеландське громадянство, можуть безперешкодно знаходитися на території Нової Зеландії, та отримують бюджетну допомогу. Ніуе також не є членом Організації Об'єднаних Націй.

## Хронологія
9 березня 2022 року Ніуе повідомило про перший випадок COVID-19 на острові в особи, яка прибула з Нової Зеландії.
24 березня при в'їзді на острів було зареєстровано 4 нових випадки хвороби після поїздки до Нової Зеландії. Усі 4 випадки були безсимптомними, серед них було 2 дітей віком до 3 років. Унаслідок цього прем'єр Ніуе Далтон Тагелагі перевів острів на жовтий рівень небезпеки, який є другим із трьох рівнів небезпеки щодо реагування Ніуе на епідемію COVID-19.
Станом на 30 березня було зареєстровано 2 нових випадки, що довело загальну кількість активних випадків до 6. Тегелагі критикував родичів інфікованих осіб за те, що вони залишаються поза межами керованої ізоляції та карантину. Він порадив родичам не балакати з хворими під час доставки їжі в карантинні заклади.
1 липня 5 пасажирів рейсу з Нової Зеландії, на борту якого було 118 пасажирів, дали позитивний результат на COVID-19. У відповідь влада Ніуе протестувала інших пасажирів і запустила відстеження контактів, щоб виявити тісні контакти з інфікованими особами.
30 липня на Ніуе повідомили про перші 4 випадки зараження на острові. До того часу острівна країна повідомила про 30 випадків COVID-19 на кордоні. Пізно того дня кількість нових випадків зросла до 9.

## Вакцинація проти COVID-19
На Ніуе вакцинальна кампанія проти COVID-19 розпочалась 31 травня 2021 року. 9 липня 2021 року на Ніуе завершився перший етап вакцинації, якій підлягали всі особи віком від 16 років. 97 % наявного населення були повністю вакциновані вакциною Pfizer–BioNTech. Станом на 1 серпня 2021 року на Ніуе було введено 2352 дози вакцини.

## Транспортні обмеження
З березня 2021 року на Ніуе діє бульбашка безпеки для односторонніх поїздок, що дозволяє жителям Ніуе їздити до Нової Зеландії без проходження карантину. Для запобігання поширення хвороби уряд острова заборонив в'їзд на Ніуе з країн, що найбільше постраждали від пандемії, а згодом взагалі заборонив в'їзд на острів з-за його меж, окрім жителів Ніуе та жителям інших країн лише у випадку крайньої необхідності.
Після першого зареєстрованого випадку в острівній державі 8 березня 2022 року Ніуе посилив обмеження на кордоні з метою ліквідації COVID-19. Подорожуючі повинні були пройти ПЛР-тест за 48 годин до вильоту з Нової Зеландії в Ніуе. 6 квітня 2022 року уряд переглянув політику, вимагаючи від прибуваючих до Ніуе проходити експрес-тест на антиген перед вильотом до Ніуе.
Після того, як 30 липня було зареєстровано 9 нових випадків, влада Ніуе перевела країну на червоний код попередження про COVID-19, але не запровадила карантину.